# Вишнє (Айдовщина)
Вишнє (словен. Višnje) — поселення південний схід від Цолу в общині Айдовщина. Висота над рівнем моря: 713,4 метрів.